# Anton Günther von Heespen
Anton Günther von Heespen (* um 1665; † 1723 in St. Petersburg) war ein deutscher Diplomat.

## Leben
Anton Günther von Heespen war ein Sohn des 1686 nobilitierten oldenburgischen Kanzleidirektors Wilhelm von Heespen (1625–1686) und seiner Frau Anna Margaretha, geb. von Velstein (1648–1704), der Tochter des Rats und Landrichters Anton Günther von Velstein. Der Gutsbesitzer und dänische Etatsrat Alexander Tilemann von Heespen (1673–1738) und der oldenburgische Kanzleidirektor in Esens Wilhelm von Heespen (1669–1742) waren seine Brüder.
Nach dem Studium der Rechtswissenschaften trat Anton Günther von Heespen zunächst in holsteinische, dann in württembergische Dienste. 1691 wurde er Regierungsrat und 1696 Oberrat. Ab 1704 war er württembergischer Gesandter in Den Haag und wurde 1708 zum Wirklichen Geheimen Legationsrat ernannt.
Er vertrat Württemberg bei den Verhandlungen zum Friede von Utrecht 1712 und beim Friede von Baden 1714.
Im Juli 1715 wurde er wegen holländischer Rechnungen auf der Festung Hohentwiel gefangen gesetzt. 1717 erfolgte seine Rehabilitierung. Von Heespen wurde zum Reichshofrat ernannt und ging an den Kaiserhof in Wien.
Im Zusammenhang mit dem Frieden von Frederiksborg 1720 kam er zurück nach Norddeutschland und trat, vermittelt durch Henning Friedrich von Bassewitz, in die Dienste von Herzog Karl Friedrich von Schleswig-Holstein-Gottorf. Auf einer diplomatischen Mission nach Russland zur Vorbereitung der Ehe von Karl Friedrich mit Anna Petrowna starb er. Seine Witwe Augusta Polyxena geb. von Essen und nach deren Tode (1755) ihr Erbe und Neffe Christian Friedrich von Heespen beanspruchten vom Herzog Carl Peter Ulrich, dem späteren Zaren Peter III. eine Pension.

## Nachlass
Aus Anton Günther von Heespens schriftlichem Nachlass gelangten neun Bände mit Berichten aus Den Haag aus den Jahren 1703 bis 1713 in das Öffentliche Archiv des Familienfideikommisses Hedemann-Heespen auf Gut Deutsch Nienhof.